# Буринський Олександр Вікторович
Олекса́ндр Ві́кторович Бури́нський (1996 — 2023) — український військовослужбовець, учасник російсько-української війни, лицар ордена Богдана Хмельницького III ступеня.

## Життєпис
Народився в місті Бровари Київської області. Навчався в Київському університеті харчових технологій, пізніше працював у IT.
З початком повномасштабного вторгнення став до лав збройних сил, а саме до 57-ї мотопіхотної бригади, там він був командиром розвідувального взводу.
Загинув 23 березня 2023 року поблизу Бахмута Донецької області. Поховали в рідному місті — Броварах.

## Нагороди
- Орден Богдана Хмельницького III ступеня[2].